# 聴くディラン
『聴くディラン』は、静岡放送（SBSラジオ）で2017年4月3日から2020年3月27日まで生放送されていたラジオ番組。

## 概要
二人（2018年10月から三人）の若者が、かっこいい男を目指して日々成長し奮闘するラジオ。
SBSラジオの番組内ではSBSのメールドメイン(@digisbs.com)を｢でじ(でぃじ)えすびーえすどっとこむ｣と呼び込んでいるが、渡邊、二村、黒田は｢でぃーあいじーあいえすびーえすどっとしーおーえむ(どっとこむも併用)｣と呼び込んでいる。
2019年4月の番組改編にて、「氷川きよし節」(文化放送制作)が18:05 - 18:15に移動してきたため、4月1日から本番組の終了時間が10分繰り上がり、18:05終了になった。
2020年3月27日をもって終了。

## パーソナリティー
- 渡邊ヒロアキ（シンガーソングライター）（月・火、2018年9月まで月 - 水 担当)
- 秀光（俳優・芸名の名付け親は福山雅治）（2018年10月から水曜担当）
- 二村豊人（お笑い芸人、木・金 担当）
- 山﨑加奈（SBSアナウンサー）（2019年9月13日・同年10月4日 - 2020年3月27日、金曜担当）

## 過去のパーソナリティー
- 黒田菜月（SBSアナウンサー、2017年4月 - 2019年9月27日、金曜担当）
- 原田亜弥子（SBSアナウンサー、2020年2月7日、山﨑加奈の冬休みに伴う代理）

## タイムテーブル
公式サイトより転載
- 14:00	オープニング・天気予報
- 14:25	SCOOPY街角ステーション
- 14:40	ラジオショッピング
- 14:52	交通情報
- 14:55	静岡新聞ニュース
- 15:00	知るディラン
  - (月4週)しずおかランニングパトロール
  - (金)駿河湾フェリーで行く! ラジオクルーズ(10月 - 12月、YBSラジオ・静岡県内12局のコミュニティFMにもネット)
- 15:25	交通情報・天気予報
- 15:40	ThankQドライビング
- 15:49	ラジオショッピング
- 16:00	4時台オープニング、ツイッター募集
- 16:09	Life Plus
  - (火2週)がんばれ高校生ミルクで元気
- 16:19  ツイッター発表
- 16:26	交通情報
- 16:30	#踊るハッピーチャレンジ
- 16:33	Gentleman’s club
- 16:48	ミュージック
  - (金)ラジオショッピング
- 16:54　　ツイッター発表
- 17:00	ニュース・パレード（文化放送制作）
- 17:15	Love song for you
- 17:24	交通情報
- 17:26	静岡新聞ニュース
- 17:30	ネットワークトゥデイ（TBSラジオ制作)
- 17:46
  - （月）森理世の美の相談室
  - （火）ヒロシのネガティブ相談室
  - （水）ネルソンのポジティブ相談室(2019年10月から)
  - （木）やしろ優のものまね相談室
  - （金）メッセージ＆ミュージック(2019年5月から)
- 18:00	エンディング

放送終了後、18:05からCMを挟まずに「氷川きよし節」(文化放送制作)を放送。

## 過去のコーナー
- 黒田菜月のすこやか相談室（2017年4月 - 2019年4月）
- 鮎貝健の英語で相談室（2017年4月 - 2019年9月）